# Юності перший ранок
«Юності перший ранок» — радянський трисерійний телефільм 1979 року, знятий режисером Давлатназаром Худоназаровим на кіностудії «Таджикфільм».

## Сюжет
Памір. 1919 рік. Революція луною прокотилася і по Паміру. Однак, у важкодоступних кишлаках, куди не могли дістатися перші вісники, життя тривало по-старому. Картина розповідає про долю звичайної сільської дівчинки Ніссо, яка народилася на Памірі в лихі передреволюційні роки. Про дружбу, зраду, любов, відданість, голод і жорстокість, про те, як на далекий і холодний Памір, більшу частину року відрізаний від решти світу, прийшла нова влада.

## У ролях
- Лола Тайгуншоєва — Ніссо
- Шамсі Хайдаров — Бахтійор
- Ато Мухамеджанов — Азізхан
- Вадим Яковенко — Саня
- Шералі Абдулкайсов — Карашир
- Асалбек Назрієв — Ісоф
- Гурміндж Завкібеков — Мірзохур
- Юнус Юсупов — Якуб
- Максуд Іматшоєв — Шукурулло
- Б. Малікова — Турамо
- О. Курбанмамадова — мати Азізхана
- Савсан Бандішеєва — Гульріз
- Назаршо Гульмамадов — Бобоколон
- М. Джаварієва — Лола
- М. Назаршоєва — Бегімо
- Бахтулчамол Карамхудоєв — Наврузбек
- Ульфат Мамадшоєва — Розіямо, мати Ніссо
- Саврінісо Сабзалієва — свідок на весіллі
- Нозукмо Шомансурова — дружина Азізхана
- Шералі Пулатов — Макі Хазардод
- Бахадур Міралібеков — епізод
- С. Халілова — епізод
- Д. Пулатов — епізод
- М. Худжамеров — епізод
- К. Худжамерова — епізод
- К. Гарібшоєв — епізод
- М. Рахматов — епізод
- С. Мехмонов — епізод
- Марджан Назардодова — епізод
- Ікбол Завкібеков — епізод
- Н. Одінаєв — епізод
- Імомберди Мінгбаєв — епізод
- Гульсара Абдуллаєва — епізод
- Н. Садоншоєва — подруга сім'ї Ніссо
- А. Мірзоширінов — хлопчик
- Саїдкаміль Умаров — свідок
- Мамадхакім Мамадзахіров — епізод

## Знімальна група
- Режисер — Давлатназар Худоназаров
- Сценаристи — Віра Лукницька, Олександр Мар'ямов
- Оператори — Валерій Віленський, Костянтин Орозалієв, Давлатназар Худоназаров
- Композитори — Далер Назаров, Фіруз Бахор
- Художник — Леонід Шпонько